# Crni Vrh (Peć)
Pour les articles homonymes, voir Crni Vrh.
Breg i Zi en albanais et Crni Vrh en serbe latin (en serbe cyrillique : Црни Врх) est une localité du Kosovo située dans la commune/municipalité de Pejë/Peć et dans le district de Pejë/Peć. Selon le recensement kosovar de 2011, elle compte 234 habitants.

## Démographie

### Évolution historique de la population dans la localité
| 1948 | 1953 | 1961 | 1971 | 1981 | 1991 | 2011 |
| ---- | ---- | ---- | ---- | ---- | ---- | ---- |
| 361  | 434  | 488  | 407  | 220  | 134  | 234  |

|  |

### Répartition de la population par nationalités (2011)
En 2011, les Albanais représentaient 95,30 % de la population.